# Mimela flavilabris
Mimela flavilabris är en skalbaggsart som beskrevs av Waterhouse 1875. Mimela flavilabris ingår i släktet Mimela och familjen Rutelidae. Inga underarter finns listade i Catalogue of Life.